# ینس دبوسخره
ینس دبوسخره (اسپانیایی: Jens Debusschere‎؛ زادهٔ ۲۸ اوت ۱۹۸۹) دوچرخه‌سوار اهل بلژیک است.
از باشگاه‌هایی که در آن رکاب زده‌است می‌توان به تیم لوتو–سودال و اسپورت فلاندر-بالوزه اشاره کرد.